# Chrysanthia cyanescens
Chrysanthia cyanescens es una especie de coleóptero de la familia Oedemeridae.

## Distribución geográfica
Habita en India.